# 쇠치기풀속
쇠치기풀속(----屬, 학명: Hemarthria 헤마르트리아[*])은 벼과의 속이다. 구대륙의 열대 및 아열대 지역에 널리 분포하며, 특히 중국과 동남아시아에 많은 종이 분포한다. 한국에서는 쇠치기풀 한 종이 자생한다.

## 하위 종
- 쇠치기풀 H. sibirica (Gand.) Ohwi
- H. altissima (Poir.) Stapf & C.E.Hubb.
- H. compressa (L.f.) R.Br.
- H. debilis Bor
- H. depressa Heuvel
- H. hamiltoniana Steud.
- H. longiflora (Hook.f.) A.Camus
- H. natans Stapf
- H. pratensis (Balansa) Clayton
- H. protensa Steud.
- H. stolonifera Bor
- H. uncinata R.Br.